# Chrysocharis subcircularis
Chrysocharis subcircularis är en stekelart som beskrevs av Yoshimoto 1973. Chrysocharis subcircularis ingår i släktet Chrysocharis och familjen finglanssteklar. Inga underarter finns listade i Catalogue of Life.